# Boudinotiana puella
Boudinotiana puella is een vlinder uit de familie spanners (Geometridae). De wetenschappelijke naam is voor het eerst geldig gepubliceerd in 1787 door Esper.
De soort komt voor in Europa.